# Museo Arqueológico de Citera
El Museo Arqueológico de Citera es un museo ubicado en el pueblo de Jora de la isla de Citera, Grecia.

## Historia del museo
El origen del museo tuvo lugar en las décadas de 1930 y 1940, cuando Spyros Stathis y Themistoklis Petrójeilos reunieron una serie de antigüedades que fueron expuestas en una sala del Kastro de Jora y, a partir de 1959, en otro edificio.
A raíz de las excavaciones de la década de 1960 se hizo necesario un nuevo espacio para albergar y exponer los abundantes hallazgos, por lo que se habilitó como museo un edificio que anteriormente había sido una escuela. Fue inaugurado en 1981. 
El edificio fue reabierto en 2016 después de estar varios años cerrado debido a que fue dañado en un terremoto que tuvo lugar en 2006.

## Colecciones
El museo contiene una colección de objetos pertenecientes a épocas comprendidas entre el noveno milenio a. C. y el siglo III d. C. procedentes de la isla.
En la colección se distinguen varias áreas temáticas: una dedicada a la forma de vida de sus habitantes, otra dedicada a las prácticas religiosas y otra dedicada a las costumbres funerarias. Además, se explican las abundantes influencias exteriores que tuvo la isla durante su historia procedentes de Creta, las Cícladas y el Peloponeso.
Destacan las herramientas de piedra de los primeros momentos en que fue habitada la isla, en el noveno y octavo milenio a. C., recipientes y herramientas del asentamiento minoico de Kastri, objetos de la necrópolis de Paleópolis, figurillas de bronce procedentes del santuario de montaña minoico de Agios Georgios, joyas y figurillas procedentes del templo de Atenea desde el periodo geométrico hasta el helenístico, un tesoro de monedas del periodo helenístico y un león arcaico de mármol. 
También se encuentra una sección que explica la historia de la isla de Anticitera, y que contiene también hallazgos de esa otra isla comprendidos entre el neolítico y el periodo helenístico.
El museo también posee programas de visitas especiales destinados a los niños y a las personas ciegas.